# Toho
Công ty Trách nhiệm Hữu hạn Toho (東宝株式会社 (Đông Bảo Chu thức hội xã) Tōhō Kabushiki-gaisha,  TYO: 9602 /JASDAQ: 9602) là Công ty phân phối phim và sản xuất sân khấu Nhật Bản. Trung tâm của nó nằm ở Yūrakuchō, Chiyoda, Tokyo, và một trong những công ty chủ chốt của Hankyu Hanshin Toho Group. Bên ngoài Nhật Bản, nó còn được biết nhiều nhất như là nhà sản xuất và nhà phát hành của nhiều phim kaiju và tokusatsu, xuất bản phim truyền hình về Siêu anh hùng tokusatsu Chouseishin, những bộ phim của Kurosawa Akira, và những phim anime của Studio Ghibli. Những đạo diễn nổi tiếng khác bao gồm Ozu Yasujirō, Mizoguchi Kenji, Kobayashi Masaki và Naruse Mikio cũng đều làm đạo diễn phim cho Toho. Nó nổi tiếng khắp thế giới khi tạo ra Godzilla, chủ đề trong 29 phim. Godzilla, Mothra, King Ghidorah, Mechagodzilla, và Rodan được đánh giá như là "Siêu năm" (Big Five) của Toho thậm chí cả số lần xuất hiện của những con quái vật trong tất cả ba giai đoạn xuất bản, cũng như lợi nhuận. Toho cũng bao gồm vô số lần sản xuất tiêu đề anime. Nó được chia thành Toho Pictures Incorporated, Toho International Company Limited, Toho E. B. Company Limited, Toho Music Corporation & Toho Costume Company Limited. Công ty này cổ phần lớn nhất (7.96%) của Fuji Media Holdings Inc..

## Lịch sử
Toho được thành lập ở đường sắt Hankyu bởi Kobayashi Ichizo vào năm 1932 với tên gọi là Công ty Sân khấu kịch Tokyo-Takarazuka (東京宝塚劇場株式会社 Tōkyō Takarazuka Gekijō Kabushiki-kaisha). Nó quản lý nhiều kabuki ở Tokyo và hầu như nhiều thể loại khác, Tokyo Takarazuka Theater và Imperial Garden Theater ở Tokyo; Toho và Shochiku đứng ở vị trí độc tôn các rạp ở Tokyo trong nhiều năm.
Sau nhiều phim xuất sang Hoa Kỳ thành công trong thập niên 1950 thông qua Henry G. Saperstein, Toho đã mở rạp La Brea ở Los Angeles để giới thiệu những bộ phim của họ mà không cần bán cho nhà phân phối ở đó. Nó cũng được biết như là rạp Toho từ sau thập niên 1960 cho đến thập niên 1970. Toho cũng có một rạp ở San Francisco và mở một rạp ở New York vào năm 1963.
Công ty Shintoho tồn tại mãi đến 1964 với tên là Toho Mới (Shin-Toho) vì tách ra khỏi công ty ban đầu. Công ty này cũng đã tiến hành sản xuất phim gồm Kế hoạch đơn giản của Sam Raimi.

## Sản xuất chính và phát hành

### Phim

Toho Educational Film Companies Logo from 1932–51, presented in a windowboxed 1.33:1 frame

#### Thập niên 1930
- Three Sisters with Maiden Hearts (1935)
- Enoken's Ten Millions (1936)
- Enoken's Ten Millions sequel (1936)
- Tokyo Rhapsody (1936)
- Humanity and paper balloons (1937)
- Avalanche (1937)
- A Husband Chastity (1937)
- Tojuro's Love (1938)
- Enoken's Shrewd Period (1939)
- Chushingura I (1939)
- Chushingura II (1939)

#### Thập niên 1940
- Song of Kunya (1940)
- Enoken Has His Hair Cropped (1940)
- Songoku: Monkey Sun (1940)
- Hideko the Bus-Conductor (1941)
- Uma (1941)
- The War at sea from Hawaii to Malay (1942)
- Sanshiro Sugata (1943)
- The Most Beautiful (1944)
- Sanshiro Sugata Part II (1945)
- The Men Who Tread on the Tiger's Tail (1945)
- No Regrets for Our Youth (1946)
- Those Who Make Tomorrow (1946)
- One Wonderful Sunday (1947)
- Drunken Angel (1948)
- Stray Dog (1949)

#### Thập niên 1950
- The Lady of Musashino (1951)
- Repast (1951)
- Ikiru (1952)
- Seven Samurai (1954)
- Godzilla (1954)
- Tomei ningen (1954)
- Sound of the Mountain (1954)
- Late Chrysanthemums (1954)
- Floating Clouds (1955)
- Godzilla Raids Again (1955)
- Half Human (1955)
- I Live in Fear (1955)
- Sudden Rain (1956)
- A Wife's Heart (1956)
- Vampire Moth (1956)
- Sazae-san (1956)
- Flowing (1956)
- Rodan (1956)
- Untamed (1957)
- The Mysterians (1957)
- Throne of Blood (1957)
- Ikiteiru koheiji (1957)
- The Lower Depths (1957)
- The H-Man (1958)
- The Hidden Fortress (1958)
- Shirasagi (1958)
- Varan (1958)
- Battle in Outer Space (1959)
- The Birth of Japan (1959)

#### Thập niên 1960
- The Secret of the Telegian
- The Human Vapor
- The Bad Sleep Well (1960)
- When a Woman Ascends the Stairs (1960)
- Hawaii-Midway Battle of the Sea and Sky: Storm in the Pacific Ocean (1960)
- Autumn Has Already Started (1960)
- I Bombed Pearl Harbor (1961)
- Mothra (1961)
- Yojimbo (1961)
- The Last War (1961)
- The End of Summer (1961)
- Sanjuro (1962)
- Gorath (1962)
- King Kong vs. Godzilla (1962)
- Rorentsu o· Ruisu no shōgai (1962)
- A Wanderer's Notebook (1962)
- Pitfall (1962)
- High and Low (1963)
- Matango (1963)
- Atragon (1963)
- Yearning (1964)
- Woman in the Dunes (1964)
- Mothra vs. Godzilla (1964)
- Dogora (1964)
- Ghidorah, the Three-Headed Monster (1964)
- Kokusai himitsu keisatsu: Kayaku no taru (1964)
- Kwaidan (1964)
- Kokusai himitsu keisatsu: Kagi no kagi (1965)
- Tokyo Olympiad (1965)
- Red Beard (1965)
- Frankenstein Conquers the World (1965)
- Invasion of Astro-Monster (1965)
- We Will Remember (1965–66)
- The Face of Another (1966)
- War of the Gargantuas (1966)
- Godzilla vs. the Sea Monster (1966)
- Samurai Rebellion (1967)
- Son of Godzilla (1967)
- King Kong Escapes (1967)
- Destroy All Monsters (1968)
- Latitude Zero (1969)
- All Monsters Attack (1969)

#### Thập niên 1970
- Space Amoeba (1970)
- Dodes'ka-den (1970)
- The Vampire Doll (1970)
- To Love Again (1971)
- Godzilla vs. Hedorah (1971)
- The Battle of Okinawa (1971)
- Daigoro vs. Goliath (1971)
- Lake of Dracula (1971)
- Young Guy vs. Blue Guy (1971)
- Godzilla vs. Gigan (1972)
- Godzilla vs. Megalon (1973)
- Kure Kure Takora (1973)
- Japan Sinks (1973)
- Lady Snowblood (1973)
- Godzilla vs. Mechagodzilla (1974)
- Prophecies of Nostradamus (1974)
- Evil of Dracula (1974)
- Lupin III (1974)
- Terror of Mechagodzilla (1975)
- Demon Spies (1975)
- Zero Fighter (1976)
- The Inugamis (1976)
- House (1977)
- The War in Space (1977)

#### Thập niên 1980
- Doraemon: The Motion Picture (1980)
- Kagemusha (1980)
- The Wizard of Oz (1982)
- Techno Police 21C (1982)
- The Highest Honor (1982)
- The Makioka Sisters (1983)
- Macross: Do You Remember Love? (1984)
- Urusei Yatsura: Beautiful Dreamer (1984)
- The Return of Godzilla (1984)
- Ran (1985)
- Prussian blue Portrait (1986)
- Grave of the Fireflies (1988, đồng sản xuất với Studio Ghibli)
- Kimagure Orange Road: I Want to Return to That Day (1988)
- Akira (1988)
- My Neighbor Totoro (1988, đồng sản xuất với Studio Ghibli)
- Godzilla vs. Biollante (1989)
- Sweet Home (1989)

#### Thập niên 1990
| Năm  | Tựa đề                                                           |
| ---- | ---------------------------------------------------------------- |
| 1990 | Devil Hunter Yohko                                               |
| 1991 | Only Yesterday                                                   |
| 1991 | Zeiram                                                           |
| 1991 | Godzilla vs. King Ghidorah                                       |
| 1992 | Godzilla vs. Mothra                                              |
| 1992 | Porco Rosso                                                      |
| 1993 | Godzilla vs. Mechagodzilla II                                    |
| 1994 | Godzilla vs. SpaceGodzilla                                       |
| 1995 | Gamera: Guardian of the Universe                                 |
| 1995 | Godzilla vs. Destoroyah                                          |
| 1995 | Gakkō no Kaidan                                                  |
| 1996 | Gakkō no Kaidan 2                                                |
| 1996 | Gamera 2: Attack of Legion                                       |
| 1996 | New Kimagure Orange Road: And Then, The Beginning of That Summer |
| 1996 | Rebirth of Mothra                                                |
| 1997 | Gakkō no Kaidan 3                                                |
| 1997 | Thám tử lừng danh Conan: Quả bom chọc trời                       |
| 1997 | Princess Mononoke                                                |
| 1997 | Rebirth of Mothra II                                             |
| 1998 | Rebirth of Mothra III                                            |
| 1998 | Thám tử lừng danh Conan: Mục tiêu thứ 14                         |
| 1998 | Godzilla                                                         |
| 1998 | Ring                                                             |
| 1998 | Pokémon The First Movie                                          |
| 1999 | Thám tử lừng danh Conan: Ảo thuật gia cuối cùng của thế kỷ       |
| 1999 | Gakkō no Kaidan 4                                                |
| 1999 | Gamera 3: The Revenge of Iris                                    |
| 1999 | Godzilla 2000: Millennium                                        |
| 1999 | Pokémon The Movie 2000                                           |

#### Thập niên 2000
| Năm  | Tựa đề                                                                                                  |
| ---- | --- |
| 2000 | Thám tử lừng danh Conan: Thủ phạm trong đôi mắt                                                         |
| 2000 | Pokémon 3: The Movie                                                                                    |
| 2000 | Godzilla vs. Megaguirus                                                                                 |
| 2001 | Thám tử lừng danh Conan: Những giây cuối cùng tới thiên đường                                           |
| 2001 | Metropolis                                                                                              |
| 2001 | Merdeka 17805                                                                                           |
| 2001 | Kairo                                                                                                   |
| 2001 | Sen và Chihiro ở thế giới thần bí                                                                       |
| 2001 | Inuyasha                                                                                                |
| 2001 | Pokémon 4Ever                                                                                           |
| 2001 | Beyblade                                                                                                |
| 2001 | Tottoko Hamtaro The Movie: Adventures in Ham-Ham Land                                                   |
| 2001 | Godzilla, Mothra and King Ghidorah: Giant Monsters All-Out Attack                                       |
| 2002 | Thám tử lừng danh Conan: Bóng ma đường Baker                                                            |
| 2002 | Pokémon Heroes                                                                                          |
| 2002 | Trotting Hamtaro The Movie: Ham Ham Hamuja! The Captive Princess                                        |
| 2002 | Godzilla Against Mechagodzilla                                                                          |
| 2003 | Thám tử lừng danh Conan: Mê cung trong thành phố cổ                                                     |
| 2003 | One Missed Call                                                                                         |
| 2003 | Tottoko Hamtaro The Movie: Ham-Ham Grand Prix - Miracle in Aurora Valley - Ribbon-chan's Close Call!    |
| 2003 | Godzilla, Mothra, Mechagodzilla: Tokyo S.O.S                                                            |
| 2003 | Pokémon: Jirachi Wishmaker                                                                              |
| 2004 | Thám tử lừng danh Conan: Nhà ảo thuật với đôi cánh bạc                                                  |
| 2004 | Lâu đài bay của pháp sư Howl                                                                            |
| 2004 | Naruto: Cuộc chiến ở Tuyết Quốc                                                                         |
| 2004 | Godzilla: Final Wars                                                                                    |
| 2004 | Steamboy                                                                                                |
| 2004 | Ghost in the Shell 2: Innocence                                                                         |
| 2004 | Tottoko Hamtaro Ham Ham Paradise! The Movie: Hamtaro and the Demon of the Mysterious Picture Book Tower |
| 2004 | Pokémon: Destiny Deoxys                                                                                 |
| 2005 | Lolerei                                                                                                 |
| 2005 | Thám tử lừng danh Conan: Âm mưu trên biển                                                               |
| 2005 | Always Sanchōme no Yūhi                                                                                 |
| 2005 | Naruto: Huyền thoại đá Gelel                                                                            |
| 2005 | Densha Otoko                                                                                            |
| 2005 | NANA |
| 2005 | Arashi no Yoru ni                                                                                       |
| 2005 | Pokémon: Lucario and the Mystery of Mew                                                                 |
| 2006 | Bleach: Memories of Nobody                                                                              |
| 2006 | Dōbutsu no Mori                                                                                         |
| 2006 | Thám tử lừng danh Conan: Lễ cầu hồn của thám tử                                                         |
| 2006 | Nada Sousou                                                                                             |
| 2006 | NANA2                                                                                                   |
| 2006 | Thảm họa kinh hoàng                                                                                     |
| 2006 | Pokémon Ranger and the Temple of the Sea                                                                |
| 2006 | Rough                                                                                                   |
| 2006 | Touch                                                                                                   |
| 2007 | Always Zoku Sanchome no Yuhi                                                                            |
| 2007 | Eiga De Tojo-Tamagotchi: Dokidoki! Uchuu no Maigotchi!?                                                 |
| 2007 | Hero |
| 2007 | Crows Zero                                                                                              |
| 2007 | Thám tử lừng danh Conan: Kho báu dưới đáy đại dương                                                     |
| 2007 | Pokémon: Cuộc đối đầu giữa Dialga, Palkia và Darkrai                                                    |
| 2008 | Pokémon: Giratina và Shaymin, đóa hoa của bầu trời                                                      |
| 2008 | Hana Yori Dango Final                                                                                   |
| 2008 | Ponyo                                                                                                   |
| 2008 | 20th Century Boys                                                                                       |
| 2008 | I Survived a Japanese Game Show                                                                         |
| 2008 | Mystery of the Third Planet                                                                             |
| 2008 | Thám tử lừng danh Conan: Tận cùng của sự sợ hãi                                                         |
| 2009 | 20th Century Boys 2: The Last Hope và 20th Century Boys 3: Redemption                                   |
| 2009 | Doraemon: Nobita và lịch sử khai phá vũ trụ                                                             |
| 2009 | Crows Zero 2                                                                                            |
| 2009 | Thám tử lừng danh Conan: Truy lùng tổ chức Áo Đen                                                       |
| 2009 | April Bride                                                                                             |
| 2009 | Rookies                                                                                                 |
| 2009 | Gokusen: The Movie                                                                                      |
| 2009 | Amalfi: Rewards of the Goddess                                                                          |
| 2009 | Pokémon: Arceus, chinh phục khoảng không thời gian                                                      |
| 2009 | I Give My First Love to You                                                                             |
| 2009 | Shizumanu Taiyō                                                                                         |
| 2009 | Professor Layton and the Eternal Diva                                                                   |

#### Thập niên 2010
| Năm  | Tựa đề                                                                                         |
| ---- | ---------------------------------------------------------------------------------------------- |
| 2010 | Doraemon: Nobita và cuộc đại thủy chiến ở xứ sở người cá                                       |
| 2010 | Liar Game: The Final Stage                                                                     |
| 2010 | Thám tử lừng danh Conan: Con tàu biến mất giữa trời xanh                                       |
| 2010 | Confessions                                                                                    |
| 2010 | Bayside Shakedown 3                                                                            |
| 2010 | Pokémon: Zoroark, bậc thầy ảo ảnh                                                              |
| 2010 | Thế giới bí mật của Arrietty                                                                   |
| 2010 | Hanamizuki                                                                                     |
| 2010 | Sắc màu                                                                                        |
| 2010 | Umizaru 3: The Last Message                                                                    |
| 2010 | 13 Assassins                                                                                   |
| 2011 | Gantz                                                                                          |
| 2011 | Doraemon: Nobita và binh đoàn người sắt                                                        |
| 2011 | Thám tử lừng danh Conan: 15 phút tĩnh lặng                                                     |
| 2011 | Pokémon: Victini và anh hùng bóng tối Zekrom và Pokémon: Victini và anh hùng ánh sáng Reshiram |
| 2011 | From Up on Poppy Hill                                                                          |
| 2011 | Unfair 2: The Answer                                                                           |
| 2011 | A Ghost of a Chance                                                                            |
| 2011 | Genji Monogatari: Sennen no Nazo                                                               |
| 2012 | Always Sanchōme no Yūhi '64                                                                    |
| 2012 | Ace Attorney                                                                                   |
| 2012 | Blue Exorcist: The Movie                                                                       |
| 2012 | Doraemon: Nobita và hòn đảo diệu kì                                                            |
| 2012 | Thám tử lừng danh Conan: Tiền đạo thứ 11                                                       |
| 2012 | Thermae Romae                                                                                  |
| 2012 | Brave Hearts: Umizaru                                                                          |
| 2012 | Pokémon: Cuộc đối đầu của Kyurem với thánh kiếm sĩ Keldeo                                      |
| 2012 | Ame và Yuki: Những đứa con của Sói                                                             |
| 2012 | Jewelpet the Movie: Sweets Dance Princess                                                      |
| 2012 | Bayside Shakedown The Final                                                                    |
| 2013 | Doraemon: Nobita và viện bảo tàng bảo bối                                                      |
| 2013 | Thám tử lừng danh Conan: Con mắt bí ẩn ngoài biển xa                                           |
| 2013 | Midsummer's Equation                                                                           |
| 2013 | Pokémon: Genesect và Mewtwo thức tỉnh                                                          |
| 2013 | The Wind Rises                                                                                 |
| 2013 | Gatchaman                                                                                      |
| 2013 | The Tale of the Princess Kaguya                                                                |
| 2013 | Lupin the 3rd vs. Detective Conan: The Movie                                                   |
| 2013 | The Eternal Zero                                                                               |
| 2014 | Thám tử lừng danh Conan: Sát thủ bắn tỉa không tưởng                                           |
| 2014 | Thermae Romae II                                                                               |
| 2014 | A Bolt from the Blue                                                                           |
| 2014 | Pokémon: Diancie và chiếc kén hủy diệt                                                         |
| 2014 | When Marnie Was There                                                                          |
| 2014 | Quái vật Godzilla                                                                              |
| 2014 | Stand by Me Doraemon                                                                           |
| 2014 | Lupin III                                                                                      |
| 2014 | A Samurai Chronicle                                                                            |
| 2014 | Parasyte: Part 1                                                                               |
| 2014 | Naruto: Trận chiến cuối cùng                                                                   |
| 2014 | Blue Spring Ride                                                                               |
| 2014 | The Vancouver Asahi                                                                            |
| 2014 | Yo-Kai Watch the Movie: The Secret is Created, Nyan!                                           |
| 2015 | Doraemon: Nobita và những hiệp sĩ không gian                                                   |
| 2015 | Assassination Classroom                                                                        |
| 2015 | Crayon Shin-chan: My Moving Story! Cactus Large Attack!                                        |
| 2015 | Thám tử lừng danh Conan: Hoa hướng dương rực lửa                                               |
| 2015 | Parasyte: Part 2                                                                               |
| 2015 | Flying Colors                                                                                  |
| 2015 | The Boy and the Beast                                                                          |
| 2015 | Hero                                                                                           |
| 2015 | Pokémon the Movie: Hoopa and the Clash of Ages                                                 |
| 2015 | Kiếm Rồng                                                                                      |
| 2015 | Đại chiến Titan                                                                                |
| 2015 | Boruto: Naruto the Movie                                                                       |
| 2015 | Unfair: The End                                                                                |
| 2016 | Sự hồi sinh: Shin Godzilla                                                                     |
| 2016 | Your Name – Tên cậu là gì?                                                                     |
| 2016 | Pokémon XY&Z: Volkenion và Magiana siêu máy móc                                                |
| 2017 | Doraemon: Nobita và chuyến thám hiểm Nam Cực Kachi Kochi                                       |
| 2017 | Kong: Đảo Đầu lâu                                                                              |
| 2017 | Shin - cậu bé bút chì: Cuộc xâm lăng của người ngoài hành tinh Shiriri                         |
| 2017 | Godzilla: Planet of the Monsters                                                               |
| 2017 | Pokémon the Movie 20: Tớ chọn cậu                                                              |
| 2018 | Doraemon: Nobita và đảo giấu vàng                                                              |
| 2018 | Crayon Shin-chan: Burst Serving! Kung Fu Boys ~Ramen Rebellion~                                |
| 2018 | Godzilla: City on the Edge of Battle                                                           |
| 2018 | Pokémon the Movie: Everyone's Story                                                            |
| 2018 | Mirai: Em gái đến từ tương lai                                                                 |
| 2019 | Doraemon: Nobita và Mặt Trăng phiêu lưu ký                                                     |
| 2019 | Thám tử lừng danh Conan: Cú đấm Sapphire xanh                                                  |
| 2019 | Shin - Cậu bé bút chì: Chuyến trăng mật bão táp - Giải cứu bố Hiroshi                          |
| 2019 | Pokémon: Thám tử Pikachu                                                                       |
| 2019 | Chúa tể Godzilla                                                                               |
| 2019 | Pokémon: Mewtwo no Gyakushu Evolution                                                          |
| 2019 | Đứa con của thời tiết                                                                          |

#### Tokusatsu
- Ike! Godman (1972)
- Warrior Of Love: Rainbowman (1972)
- Meteor Man Zone (1973)
- Ike! Greenman (1973)
- Warrior Of Light: Diamond Eye (1973)
- Flying Saucer War Bankid (1976)
- Megaloman (1979)
- Electronic Brain Police Cybercop (1988)
- Seven Stars Fighting God Guyferd (1996)
- Godzilla Island (1997)
- Chouseishin Gransazer (2003)
- Genseishin Justirisers (2004)
- Chousei Kantai Sazer-X (2005)
- Kawaii! Jenny (2007)
- Raiden (TBA)

#### Anime TV
- Belle and Sebastian (1981)
- Igano Kabamaru (1983)
- Touch (1985)
- Kimagure Orange Road (1987)
- Godzilla (1998) (đồng sản xuất)
- Midori Days (đồng sản xuất) (2004)
- Winx Club (đồng sản xuất) (2004)

Trong những năm và thập kỉ gần đây họ đã sản xuất những trò chơi điện tử. Một trong những công ty trò chơi điện tử đầu tiên của họ năm 1990 là NES với trò Circus Caper. Sau này, họ tiếp tục với hàng loạt trò chơi dựa trên Godzilla và năm 1992 trò chơi có tên gọi Serizawa Nobuo no Birdy Try. Nó được phát hành như là trò chơi Super Aleste. Họ thậm chí còn làm việc với Bandai trên Dr. Jekyll and Mr. Hyde, được phát hành ở Nhật Bản năm 1988 và ở Hoa Kỳ năm 1989.

## Trụ sở
Trụ sở chính của Toho Toho Hibiya Building (東宝日比谷ビル Tōhō Hibiya Biru) ở Yūrakuchō, Chiyoda, Tokyo. Công ty này đã dời trụ sở chính tại đây hiện nay vào tháng tư 2005.

## Tổng quan
- TohoScope
- Tomisaburo Wakayama